# Arthur Shaw
Arthur Shaw (Arthur Briggs "Art" Shaw, 28 de abril de 1886 - 18 de julio de 1955) fue un atleta estadounidense y miembro del Irish American Athletic Club. Ganó la medalla de bronce en los 110 metros con vallas en la carrera de los Juegos Olímpicos de Londres 1908, con un tiempo de 15,8 por detrás de sus compatriotas Forrest Smithson, quien estableció un nuevo récord mundial con 15,0 y John Garrels. Él era un graduado de Dartmouth College.